# Radio Interface Layer

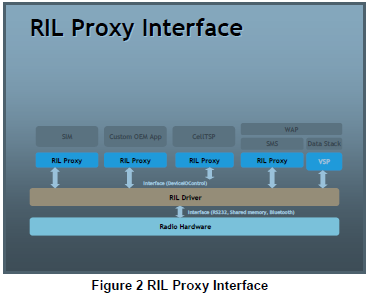
Aperçu du Radio Interface Layer

Une Radio Interface Layer (RIL) (en français couche d'interface avec la radio) est une couche dans un système d'exploitation qui fournit une interface vers le matériel radio, par exemple le modem d'un téléphone mobile.

## Android RIL
L'Android Open Source Project fournit une Radio Interface Layer (RIL) entre les services de téléphonie d'Android (android.telephony) et le matériel radio d'un smartphone.
Il est constitué d'un empilement de deux composants : un daemon RIL générique et le RIL du vendeur du matériel. Le daemon RIL communique avec les services de téléphonie et répartit "les commandes sollicitées" vers le RIL du Vendeur. Le RIL Vendeur est spécifique à une radio, en particulier il met en œuvre et distribue les "informations non sollicitées" vers le RIL Daemon.

## Windows Mobile RIL
Une RIL est un élément clé de l'OS Microsoft Windows Mobile. Le RIL permet aux applications sans fil, voix ou données, de communiquer avec le modem GSM/GPRS ou CDMA2000 d'un appareil Windows Mobile. Le RIL assure l'interface entre la couche CellCore du système d'exploitation Windows Mobile et la pile de protocole radio utilisé par le modem du smartphone. Le RIL permet également aux équipementiers d'intégrer une grande variété de modems dans leur équipement en utilisant cette interface.
Le RIL est composé de deux éléments distincts : un pilote RIL, qui traite les commandes et les événements; et un proxy RIL, qui gère les demandes de plusieurs clients vers le pilote RIL. Sauf pour les connexions PPP, la totalité des interactions entre le système d'exploitation Windows Mobile et la pile radio de l'appareil se fait par l'intermédiaire du RIL (les connexions PPP recourent d'abord au RIL pour établir la connexion, mais ensuite ignore le RIL pour se connecter directement au port série virtuel associé au modem). Par essence, le RIL accepte et convertit toutes les demandes de service provenant des couches logicielles hautes (par exemple, Telecom API) vers les commandes prises en charge et comprises par le modem.
On peut noter que le RIL ne communique généralement pas directement avec le modem. Au lieu de cela, la dernière interface vers le modem est typiquement le pilote standard fourni par le fabricant du matériel.